# Stotzing
Stotzing is een gemeente in de Oostenrijkse deelstaat Burgenland, gelegen in het district Eisenstadt-Umgebung (EU). De gemeente heeft ongeveer 800 inwoners.

## Geografie
Stotzing heeft een oppervlakte van 12,9 km². Het ligt in het uiterste oosten van het land.
Breitenbrunn am Neusiedler See · Donnerskirchen · Großhöflein · Hornstein · Klingenbach · Leithaprodersdorf · Loretto · Mörbisch am See · Müllendorf · Neufeld an der Leitha · Oggau am Neusiedler See · Oslip · Purbach am Neusiedler See · Sankt Margarethen im Burgenland · Schützen am Gebirge · Siegendorf · Steinbrunn · Stotzing · Trausdorf an der Wulka · Wimpassing an der Leitha · Wulkaprodersdorf · Zagersdorf · Zillingtal
- Gemeinsame Normdatei: 4118835-4
- Nationale Bibliotheek van Tsjechië: xx0324666
- Nationale Bibliotheek van Israël: 987012160775105171
- Virtual International Authority File: 248577203
- WorldCat: E39PBJxrXCtfjx9DhT4r6Hjgrq